# Кримськотатарська абетка
Кримськотата́рська абе́тка (крим. Qırımtatar elifbesi) — система символів, що їх використовують для запису кримськотатарської мови. Сьогодні поширеними є два варіанти абетки — латинська та кирилична.
Історично для запису кримської мови переважно використовували арабицю (за винятком християн вірменської церкви, які використовували вірменські літери, та караїмів і кримчаків, що писали гебрейським письмом). Перехід на латинку відбувався двічі: 1928 року кримськотатарську мову було переведено на яналіф (на зміну арабиці), а 1997 (неофіційно 1992) — на абетку на основі турецької латиниці (на зміну кирилиці). Кирилицю було пристосовано 1938 року на основі російської абетки.
Станом на 2015 рік на території Криму для державної кримськотатарської мови офіційно використовується кирилиця, оскільки Росія, яка окупувала Крим, фактично забороняє використання латиниці. Управління з питань освіти Меджлісу кримськотатарського народу досліджує можливості переходу на латиницю в таких умовах.

## Історія

### Арабиця

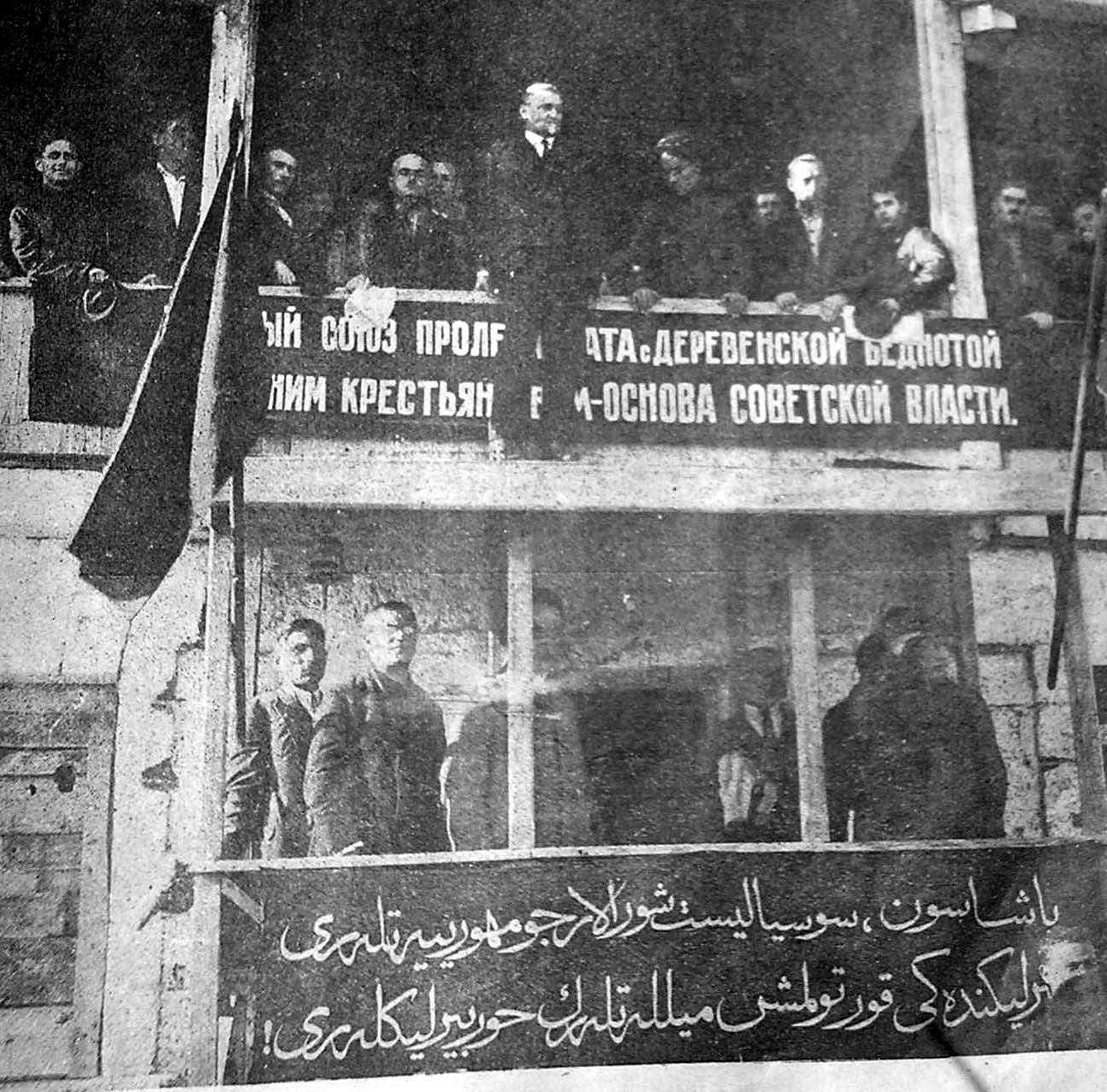
Мітинг на честь «річниці визволення Криму», 1924 р. На транспаранті унизу надпис кримськотатарською мовою з використанням арабської абетки

Початково кримські татари використовували арабську графіку. Нею написано всі пам'ятки періоду «середньокримської мови», тобто пам'ятки XVI століття - початку XX століття. Для цього використовували класичні та трохи модифіковані арабські літери:
| Ізольована | Кінцева | Серединна | Початкова | Назва                        | Сучасна латиниця    |
| ---------- | ------- | --------- | --------- | ---------------------------- | ------------------- |
| ﺍ          | ﺎ       | —         | —         | elif                         | a, â                |
| ﺀ          | —       | —         | —         | hemze                        | -                   |
| ﺏ          | ﺐ       | ﺒ         | ﺑ         | be                           | b, p (в кінці слів) |
| ﭖ          | ﭗ       | ﭙ         | ﭘ         | pe                           | p                   |
| ﺕ          | ﺖ       | ﺘ         | ﺗ         | te                           | t                   |
| ﺙ          | ﺚ       | ﺜ         | ﺛ         | se                           | s                   |
| ﺝ          | ﺞ       | ﺠ         | ﺟ         | cim                          | c                   |
| ﭺ          | ﭻ       | ﭽ         | ﭼ         | çim                          | ç                   |
| ﺡ          | ﺢ       | ﺤ         | ﺣ         | ha                           | -                   |
| ﺥ          | ﺦ       | ﺨ         | ﺧ         | hı                           | h                   |
| ﺩ          | ﺪ       | —         | —         | dal                          | d                   |
| ﺫ          | ﺬ       | —         | —         | zel                          | z                   |
| ﺭ          | ﺮ       | —         | —         | re                           | r                   |
| ﺯ          | ﺰ       | —         | —         | ze                           | z                   |
| ﮊ          | ﮋ       | —         | —         | je                           | j                   |
| ﺱ          | ﺲ       | ﺴ         | ﺳ         | sin                          | s                   |
| ﺵ          | ﺶ       | ﺸ         | ﺷ         | şin                          | ş                   |
| ﺹ          | ﺺ       | ﺼ         | ﺻ         | sad                          | s                   |
| ﺽ          | ﺾ       | ﻀ         | ﺿ         | dad                          | d, z                |
| ﻁ          | ﻂ       | ﻄ         | ﻃ         | tı                           | t                   |
| ﻅ          | ﻆ       | ﻈ         | ﻇ         | zı                           | z                   |
| ﻉ          | ﻊ       | ﻌ         | ﻋ         | ayn                          | -                   |
| ﻍ          | ﻎ       | ﻐ         | ﻏ         | ğayn                         | ğ                   |
| ﻑ          | ﻒ       | ﻔ         | ﻓ         | fe                           | f                   |
| ﻕ          | ﻖ       | ﻘ         | ﻗ         | qaf                          | q                   |
| ﻙ          | ﻚ       | ﻜ         | ﻛ         | kef (kef-i arabiy)           | k (g, ñ)1           |
| ﮒ          | ﮓ       | ﮕ         | ﮔ         | gef (kef-i farsiy)           | g                   |
| ﯓ          | ﯔ       | ﯖ         | ﯕ         | nef (kef-i nuniy, sağır kef) | ñ                   |
| ﻝ          | ﻞ       | ﻠ         | ﻟ         | lâm                          | l                   |
| ﻡ          | ﻢ       | ﻤ         | ﻣ         | mim                          | m                   |
| ﻥ          | ﻦ       | ﻨ         | ﻧ         | nun                          | n                   |
| ﻭ          | ﻮ       | —         | —         | vav                          | v, o, ö, u, ü       |
| ﻩ          | ﻪ       | ﻬ         | ﻫ         | he                           | -, e, a             |
| ﻻ          | ﻼ       | —         | —         | lâm-elif                     | la, lâ              |
| ﻯ          | ﻰ       | ﻴ         | ﻳ         | ye                           | y, ı, i             |

1 — досить часто літеру ﻙ (kef) використовували також замість ﮒ і ﯓ.
Арабське письмо було в ужитку аж до 1928 року, коли його замінили першою латинською абеткою.

### Перша латиниця

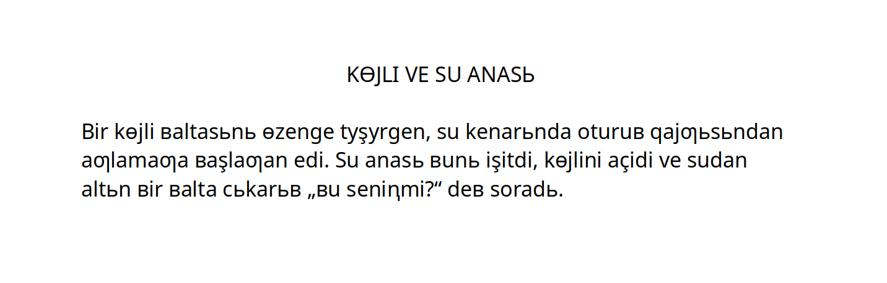
Приклад кримськотатарської латинки 1920-х років. Цитата з книги Ісаака Кая «Руководство для обучения крымско-татарскому языку по новому алфавиту» (Сімферополь, 1928). Сучасною орфографією:
• «KÖYLİ VE SU ANASI: Bir köyli baltasını özenge tüşürgen, su kenarında oturub qayğısından ağlamağa başlağan edi. Su anası bunı işitdi, köylini acidi ve sudan altın bir balta çıkarıb „bu seniñmi?“ deb soradı.»
• «КОЙЛИ ВЕ СУ АНАСЫ: Бир койли балтасыны озенге тюшюрген, су кенарында отуруб къайгъысындан агъламагъа башлагъан эди. Су анасы буны ишитди, койлини аджиди ве судан алтын бир балта чыкарыб „бу сенинъми?“ деб сорады.»

Вперше кримськотатарську мову було переведено на латинське письмо 1928 року під час хвилі «латинізації» мов СРСР. В основу тодішньої абетки було взято яналіф — «нову тюркську абетку», яку було розроблено для всесоюзного переходу тюркських мов СРСР із арабиці на латиницю. Перша латинка мала низку відмінностей від сучасної латиниці, зокрема наявність Ƣ ƣ, N̡ ᶇ, Ɵ ө, X x, Ƶ ƶ, I i, Ь ь (на відміну від сучасних İ i та I ı) та відсутність Â â, Ğ ğ, I ı, İ i, Ñ ñ, Ö ö, Ü ü.
| Латиниця 1928 | Латиниця 1992 | Латиниця 1928 | Латиниця 1992 | Латиниця 1928 | Латиниця 1992 |
| ------------- | ------------- | ------------- | ------------- | ------------- | ------------- |
| A a           | a             | Ь ь           | ı             | R r           | r             |
| B ʙ           | b             | K k           | k             | S s           | s             |
| C c           | ç             | Q q           | q             | Ş ş           | ş             |
| Ç ç           | c             | Ƣ ƣ           | ğ             | T t           | t             |
| D d           | d             | L l           | l             | U u           | u             |
| E e           | e             | M m           | m             | Y y           | ü             |
| F f           | f             | N n           | n             | V v           | v             |
| G g           | g             | Ꞑ ꞑ           | ñ             | X x           | h             |
| H h           | h             | O o           | o             | Z z           | z             |
| I i           | i             | Ɵ ө           | ö             | Ƶ ƶ           | j             |
| J j           | y             | P p           | p             |               |               |

1938 року латиницю замінено кириличною абеткою на основі російської.

## Сучасність

### Кирилиця

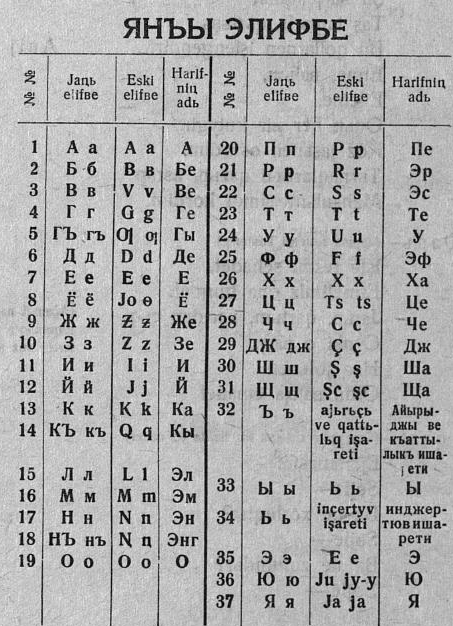
Таблиця відповідності між яналіфом і кирилицею для кримськотатарської мови.

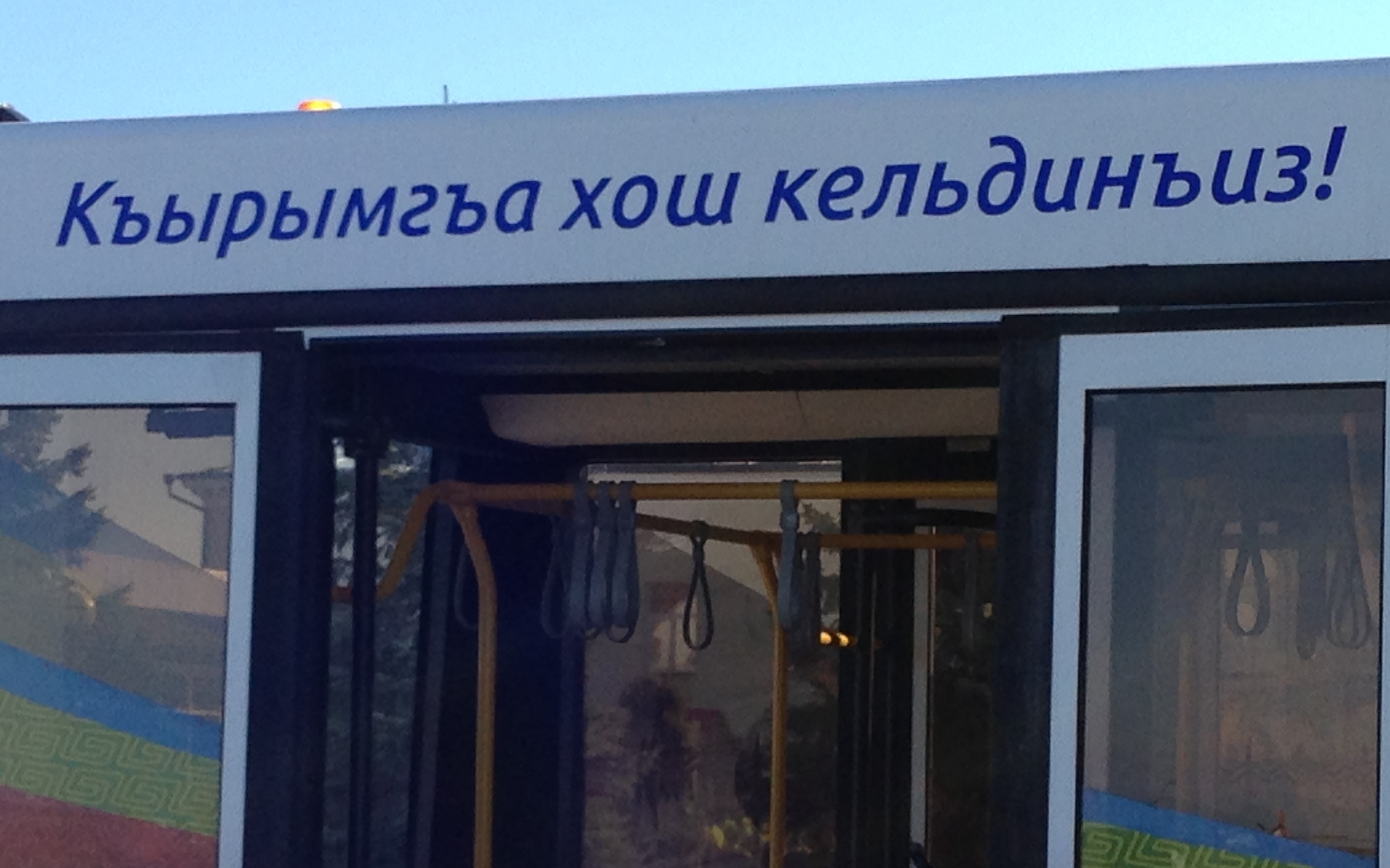
Напис «Ласкаво просимо до Криму!» (Къырымгъа хош кельдинъиз!) на перонному автобусі в Сімферополі.

Кримськотатарська кирилиця, що з 1938 по 1997 була єдиною офіційною абеткою кримської мови, не містить жодної літери, відмінної від російської абетки. Щоправда, існує чотири диграфи, прирівняні до окремих літер: дж, гъ, къ та нъ.
| Кирилиця | Латиниця | Коментарі                                                   |
| -------- | -------- | ----------------------------------------------------------- |
| А а      | A a      |                                                             |
| Б б      | B b      |                                                             |
| В в      | V v      |                                                             |
| Г г      | G g      |                                                             |
| Гъ гъ    | Ğ ğ      |                                                             |
| Д д      | D d      |                                                             |
| Е е      | E e      | після приголосної                                           |
| Е е      | Ye ye    | на початку слова, після голосної або ь                      |
| Ё ё      | Ö ö      | після приголосної                                           |
| Ё ё      | Yö yö    | на початку слова у «м'яких» словах                          |
| Ё ё      | Yo yo    | на початку слова у «твердих» словах; після голосної, ь чи ъ |
| Ж ж      | J j      |                                                             |
| З з      | Z z      |                                                             |
| И и      | İ i      |                                                             |
| Й й      | Y y      |                                                             |
| К к      | K k      |                                                             |
| Къ къ    | Q q      |                                                             |
| Л л      | L l      |                                                             |
| М м      | M m      |                                                             |
| Н н      | N n      |                                                             |
| Нъ нъ    | Ñ ñ      |                                                             |
| О о      | Ö ö      | якщо о — перша голосна у «м'якому» слові                    |
| О о      | O o      | в інших випадках                                            |
| П п      | P p      |                                                             |
| Р р      | R r      |                                                             |
| С с      | S s      |                                                             |
| Т т      | T t      |                                                             |
| У у      | Ü ü      | якщо у — перша голосна у «м'якому» слові                    |
| У у      | U u      | в інших випадках                                            |
| Ф ф      | F f      |                                                             |
| Х х      | H h      |                                                             |
| Ц ц      | Ts ts    |                                                             |
| Ч ч      | Ç ç      |                                                             |
| Дж дж    | C c      |                                                             |
| Ш ш      | Ş ş      |                                                             |
| Щ щ      | Şç şç    |                                                             |
| ъ        | —        | в кирилиці не позначає окремої літери                       |
| Ы ы      | I ı      |                                                             |
| ь        | —        | м'якість не передають                                       |
| Э э      | E e      |                                                             |
| Ю ю      | Ü ü      | після приголосної                                           |
| Ю ю      | Yü yü    | на початку слова, після голосної або ь у «м'яких» словах    |
| Ю ю      | Yu yu    | на початку слова, після голосної або ь у «твердих» словах   |
| Я я      | Â â      | після приголосної                                           |
| Я я      | Ya ya    | на початку слова, після голосної або ь                      |

### Друга латиниця

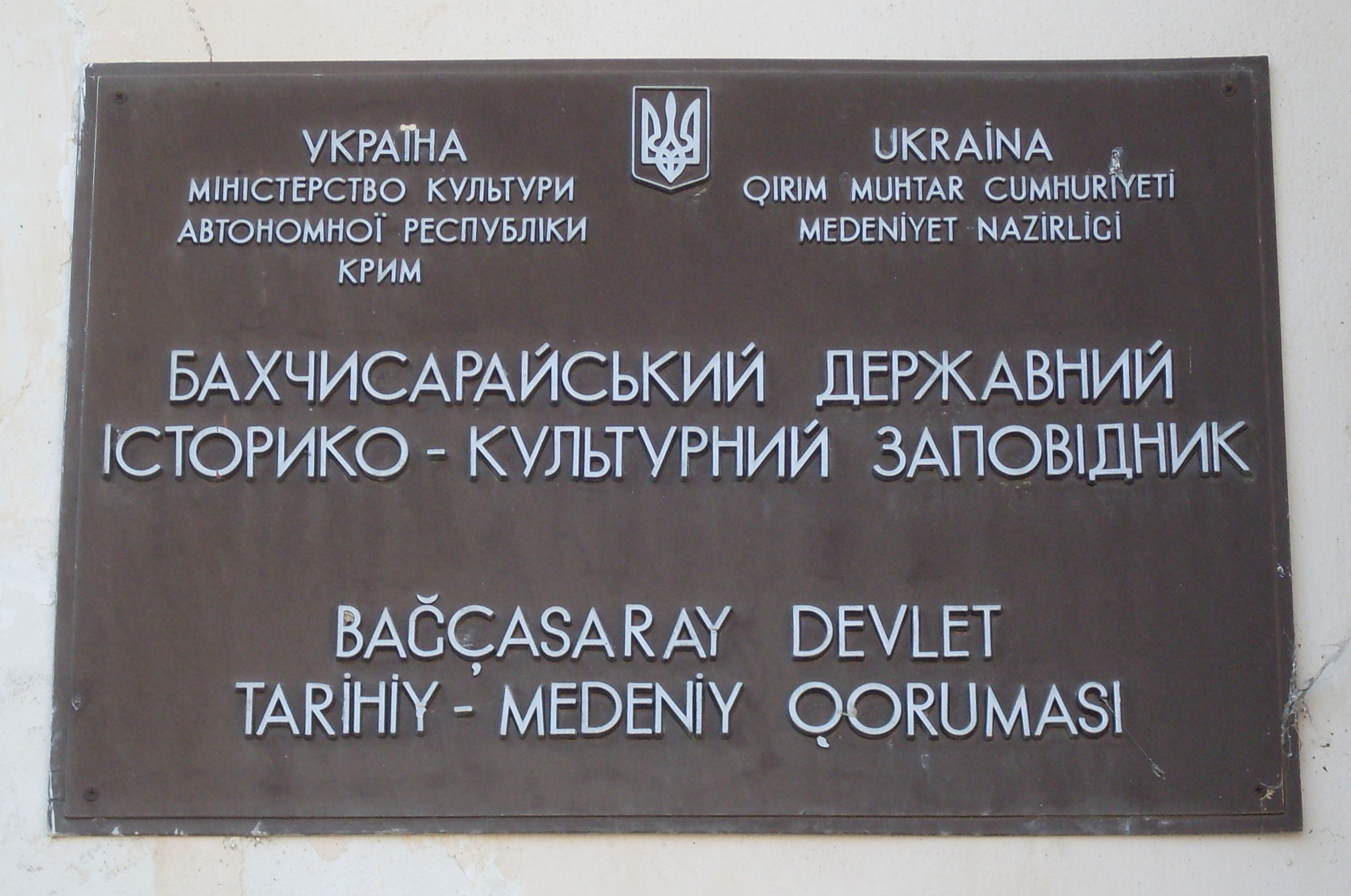
Кримськотатарська латинка на табличці при вході в Ханський палац в Бахчисараї.

У 1990-х роках почався поступовий перехід кримської мови на нову латинську абетку, в основі якої лежав турецький алфавіт. 
У 1992 році на першій сесії другого курултаю кримськотатарського народу було прийнято рішення про переведення алфавіту на латинську графіку. Для вироблення алфавіту було створено спеціальну комісію. Результат її діяльності було затверджено на другій сесії другого курултаю 31 липня 1993 року. 9 квітня 1997 року Верховна Рада АР Крим своєю постановою ухвалила це рішення курултаю. При цьому обговорювався поступовий перехід із кирилиці на латиницю в період до 1 вересня 2002 року. Однак фактично перехід на новий алфавіт у регульованих державою сферах використання не відбувся. 2021 року цей варіант латинської абетки затвердив у Концепції розвитку кримськотатарської мови Кабінет Міністрів України.
22 вересня 2021 року Уряд України ухвалив постанову «Про затвердження алфавіту кримськотатарської мови на основі латинської графіки», якою затвердив алфавіт кримськотатарської мови на основі латинської графіки та зобов'язав органи влади та місцевого самоврядування, Меджліс кримськотатарського народу вжити заходів до переведення освітнього процесу, що здійснюється кримськотатарською мовою, в тому числі підручників, методичних матеріалів тощо, на алфавіт кримськотатарської мови на основі латинської графіки до 1 вересня 2025 р., а також стимулювання застосування алфавіту кримськотатарської мови на основі латинської графіки в інших сферах функціонування мови. Водночас в окупованому Криму єдиною дозволеною графікою для кримськотатарської є кирилиця, відповідно до російського Закону про єдину графічну основу. 
Відмінними рисами кримської абетки порівняно з турецькою є літери Q та Ñ. Літера Â â не входить до абетки, оскільки вважається не окремою літерою, а лише «м'яким» різновидом A.
| A a | B b | C c | Ç ç | D d | E e | F f | G g |
| Ğ ğ | H h | I ı | İ i | J j | K k | L l | M m |
| N n | Ñ ñ | O o | Ö ö | P p | Q q | R r | S s |
| Ş ş | T t | U u | Ü ü | V v | Y y | Z z |     |

## Таблиця відповідності абеток
Джерела:
| Латиниця (з 1992) | Кирилиця | Латиниця (1928—1938) | Арабиця    | МФА                   |
| ----------------- | -------- | -------------------- | ---------- | --------------------- |
| А а               | А а      | A a                  | ﻩ ,ا ,آ    | /a/                   |
| B b               | Б б      | B в                  | ب          | /b/                   |
| C c               | Дж дж    | Ç ç                  | ﺝ          | /ʤ/                   |
| Ç ç               | Ч ч      | C c                  | چ          | /ʧ/                   |
| D d               | Д д      | D d                  | ﺽ ,د       | /d/                   |
| E e               | Е е, Э э | E e                  | ا ,ﻩ, -    | /e/                   |
| F f               | Ф ф      | F f                  | ﻑ          | /f/, /ɸ/              |
| G g               | Г г      | G g                  | گ          | /g/                   |
| Ğ ğ               | Гъ гъ    | Ƣ ƣ                  | ﻍ          | /ʁ/                   |
| H h               | Х х      | X x                  | ﺥ          | /x/                   |
| I ı               | Ы ы      | Ь ь                  | اي ,ي, —   | /ɯ/                   |
| İ i               | И и      | I i                  | اي ,ي, —   | /i/, /ɨ/              |
| J j               | Ж ж      | Ƶ ƶ                  | ژ          | /ʐ/                   |
| K k               | К к      | K k                  | ك          | /k/                   |
| L l               | Л л      | L l                  | ل          | /l/                   |
| M m               | М м      | M m                  | م          | /m/                   |
| N n               | Н н      | N n                  | ن          | /n/                   |
| Ñ ñ               | Нъ нъ    | Ꞑ ꞑ                  | ڭ          | /ŋ/                   |
| O o               | О о      | O o                  | او ,و      | /o/                   |
| Ö ö               | ё, о     | Ɵ ɵ                  | او ,و      | /ø/, /ʲo/             |
| P p               | П п      | P p                  | پ          | /p/                   |
| Q q               | Къ къ    | Q q                  | ق          | /q/                   |
| R r               | Р р      | R r                  | ﺭ          | /r/                   |
| S s               | С с      | S s                  | ﺹ ,ﺱ       | /s/                   |
| Ş ş               | Ш ш      | Ş ş                  | ش          | /ʃ/                   |
| T t               | Т т      | T t                  | ﻁ ,ت       | /t/                   |
| U u               | У у      | U u                  | او ,و      | /u/                   |
| Ü ü               | ю, у     | Y y                  | او ,و      | /y/, /ʲu/             |
| V v               | В в      | V v                  | و          | /v/, /w/              |
| Y y               | Й й      | J j                  | ي          | /j/                   |
| Z z               | З з      | Z z                  | ﻅ ,ﺽ ,ﺬ ,ز | /z/                   |
| â                 | Я я      | 'a                   | يا         | /ʲa/                  |
| ö, yo, yö         | Ё ё      | ɵ, jo, jɵ            | او,يو,و    | /jo/, /jø/, /ø/, /ʲo/ |
| ts                | Ц ц      | ts                   | تس         | /ʦ/                   |
| şç                | Щ щ      | şc                   | شچ         | /ɕ/                   |
| -                 | Ь ь      | -                    | -          | -                     |
| -                 | Ъ ъ      | -                    | -          | -                     |
| e                 | Э э      | e                    | ﻩ, -       | /e/                   |
| ü, yu, yü         | Ю ю      | y, ju, jy            | او,يو,و    | /y/, /jy/, /ju/, /ʲu/ |
| â, ya             | Я я      | 'a, ja               | يا ,ا      | /ja/                  |
| -                 | -        | H h                  | ﺡ ,ﻩ       | /ħ/                   |
| -                 | -        | -                    | ﻉ          | /ʕ/                   |

Фонеми, позначувані літерами c, ç, l, ş, мають позиційні варіанти. Поруч із голосними заднього ряду (a, ı, o, u) вони вимовляються твердіше: [dʐ], [tʂ], [ɫ], [ʂ], а поруч із голосними переднього ряду (e, i, ö, ü) — м'якше: [ʤ], [ʧ], [l], [ʃ].

### Приклад різних правописів
Статя 1 Загальної декларації прав людини:
| Кирилиця | Латиниця | Українською |
| --- | --- | --- |
| Бутюн инсанлар сербестлик, менлик ве укъукъларда мусавий олып дюньягъа келелер. Олар акъыл ве видждан саибидирлер ве бири-бирилеринен къардашчасына мунасебетте булунмалыдырлар. | Bütün insanlar serbestlik, menlik ve uquqlarda musaviy olıp dünyağa keleler. Olar aqıl ve vicdan saibidirler ve biri-birilerinen qardaşçasına munasebette bulunmalıdırlar.    | Всі люди народжуються вільними і рівними у своїй гідності та правах. Вони наділені розумом і совістю і повинні діяти у відношенні один до одного в дусі братерства.         |
| Класична арабиця (до 1921) | Реформована арабиця (1924) | Перша латиниця (1928) |
| بتون انسانلار سربست‌لك، من‌لك و حقوقلردا مساوی اولب دنیاغا کله‌لر. اولار عقل و وجدان صاحب‌درلر و بری-بریلرینن قارداشچاسنا مناسبت‌ده بولونمالی‌درلار.                                   | بۇتۇن اینسانلار سه‌ربه‌ست‌لیك، مه‌نلیك ۋه حۇقۇقلاردا مۇساۋی اولیپ دۇنیاغا که‌له‌له‌ر. اولار عقیل ۋه ۋیجدان صاحیب‌دیرله‌ر ۋه بیری-بیریله‌رینه‌ن قارداشچاسینا مۇناسه‌به‌تته بۇلونمالی‌دیرلار. | Bytyn insanlar serbestlik, menlik, ve uquqlarda musaviy olьp dynjaƣa keleler. Olar aqьl ve viçdan saibidirler ve biri-birilerinen qardaşcasьna munasebette bulunmalьdьrlar. |

## Фонетика
- Вимова літер a, b, d, f, h, m, n, o, p, r, s, t, u, v, z суттєво не відрізняється від вимови українських а, б, д, ф, х, м, н, о, п, р, с, т, у, в, з.
- с читається як дж у слові джміль (а також крим. Hacibey → Хаджибей).
- ç приблизно як українське ч.
- e як е (на початку слова) і як є всередині та наприкінці слова.
- g як пом'якшене українське ґ.
- ğ приблизно як українське г (дзвінке [х]).
- ı неогублене [у] (приблизно як закарпатське [ы]).
- i щось середнє між українськими и та і.
- j як українське ж.
- k як м’яке українське к.
- l може позначати й тверде л, і м’яке ль.
- ñ на кшталт англійського ng у слові sing.
- ö як німецьке ö (огублене [е]).
- q залежить від діалекту; вимовляється як [к], тільки язик торкається не м'якого піднебіння, а язичка.
- ş приблизно як українське ш.
- ü як німецьке ü (огублене [і]).
- y як українське й.

Особливості:
- випадання початкового та кінцевого «х» — ава замість хава (повітря), саба замість сабах (ранок) (а також зазвичай, нерідко (Х)Аджимушкай, (Х)Аджибей…)
- елізія вузького голосного на початку або всередині складу — (і)ляч (ліки (в однині)), (у)ста (майстер), (к(і)рерим (я ввійду)
- форми родового відмінка займенника 1-ї особи однини та множини menim/меним і bizim/бизим (замість menin/менин та bizin/бизин)
- заперечна форма майбутнього часу 1-ї особи однини на -мам/-мем — язмам (я не напишу)

| МФА | МФА | МФА | МФА | МФА | МФА | МФА | МФА | МФА | МФА | МФА | МФА      | МФА | МФА | МФА | МФА | МФА | МФА | МФА | МФА | МФА | МФА | МФА | МФА | МФА | МФА | МФА | МФА | МФА      | МФА | МФА |
| --- | --- | --- | --- | --- | --- | --- | --- | --- | --- | --- | -------- | --- | --- | --- | --- | --- | --- | --- | --- | --- | --- | --- | --- | --- | --- | --- | --- | -------- | --- | --- |
| а   | b   | c   | ç   | d   | e   | f   | g   | ğ   | h   | ı   | i        | j   | k   | l   | m   | n   | ñ   | o   | ö   | p   | q   | r   | s   | ş   | t   | u   | ü   | v        | y   | z   |
| [a] | [b] | [ʤ] | [ʧ] | [d] | [e] | [f] | [g] | [ɣ] | [x] | [ɯ] | [i], [ɪ] | [ʒ] | [k] | [l] | [m] | [n] | [ŋ] | [o] | [ø] | [p] | [q] | [r] | [s] | [ʃ] | [t] | [u] | [y] | [v], [w] | [j] | [z] |

## Розкладка
Спеціальної розкладки клавіатури для кримської мови в ОС Windows наразі не існує. Найбільш оптимальним її замінником є турецька розкладка. Її недоліками є відсутність літер Ñ та Â.
Linux-дистрибутиви мають кримськотатарський варіант, який базується на турецькій розкладці і включає в себе літери Ñ та Â. Для встановлення розкладки необхідно обрати українську клавіатуру і варіант «Кримськотатарська (Турецька Q)», «Кримськотатарська (Турецька Alt-Q)» або «Кримськотатарська (Турецька F)».
|  |  |  |  |